# NGC 5943
NGC 5943 је лентикуларна галаксија у сазвежђу Волар која се налази на NGC листи објеката дубоког неба.
Деклинација објекта је + 42° 46' 43" а ректасцензија 15h 29m 44,0s. Привидна величина (магнитуда) објекта NGC 5943 износи 13,8 а фотографска магнитуда 14,8. NGC 5943 је још познат и под ознакама UGC 9870, MCG 7-32-16, CGCG 222-16, NPM1G +42.0416, PGC 55242.